# La Chapelle-Launay
La Chapelle-Launay (Chapel-ar-Wern in het Bretons) is een plaats in Frankrijk in het departement Loire-Atlantique in de regio Pays de la Loire. De gemeente telde 3.246 inwoners op 1 januari 2022.

## Geografie
De oppervlakte van La Chapelle-Launay bedroeg op 1 januari 2022 24,82 vierkante kilometer; de bevolkingsdichtheid was toen 130,8 inwoners per km².

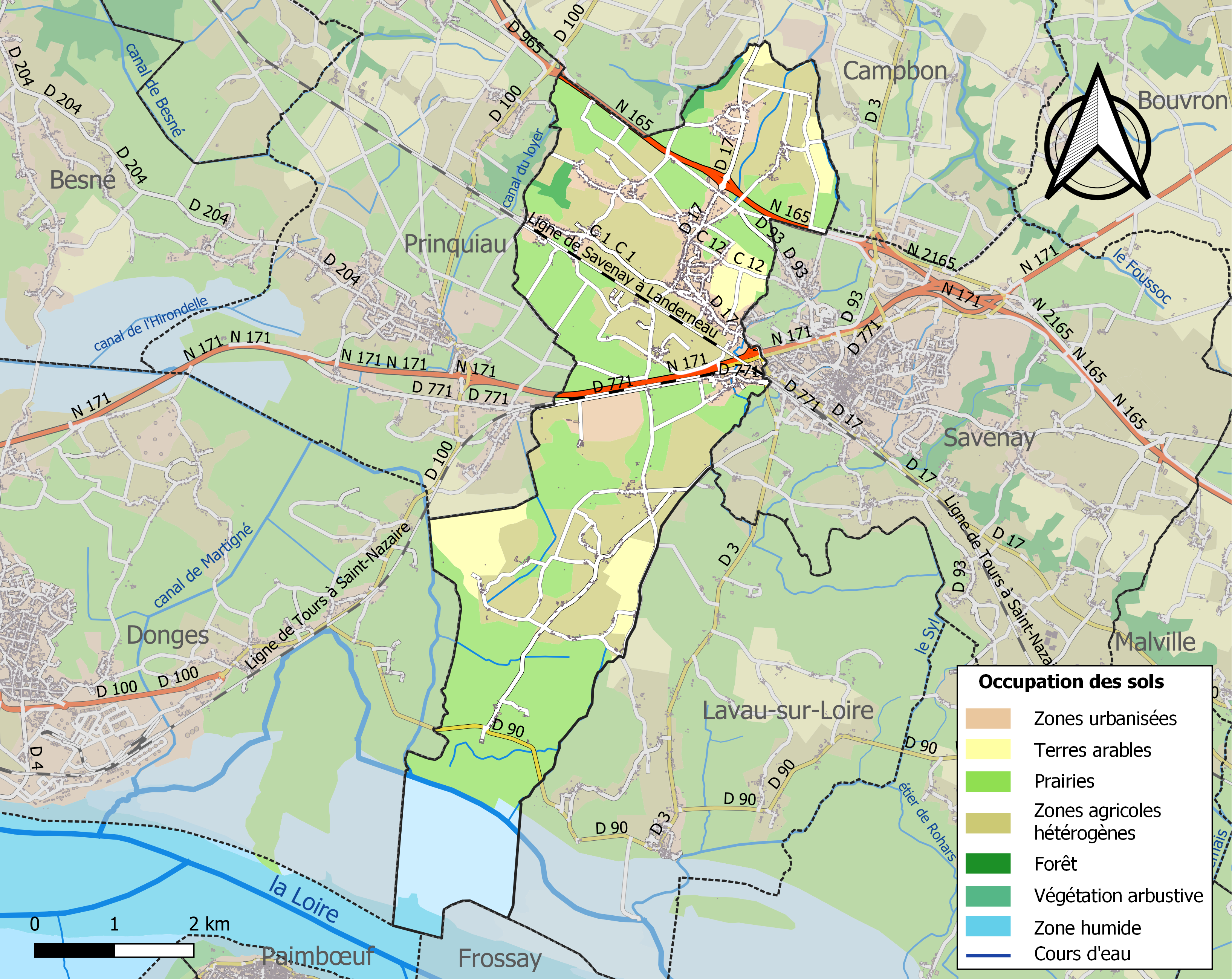
Kaart van de gemeente met de belangrijkste infrastructuur, bodemgebruik en omliggende gemeenten

## Demografie
Onderstaande figuur toont het verloop van het inwonertal (bron: INSEE-tellingen).